# Зависнуть в Палм-Спрингс
«Зависнуть в Палм-Спрингс» (англ. Palm Springs) — фантастическая романтическая комедия с Энди Сэмбергом и Кристин Милиоти в главных ролях. В фильме также снялись Питер Галлахер и Дж. К. Симмонс.
Премьера ленты состоялась в январе 2020 года на кинофестивале «Сандэнс». В России фильм вышел на цифровых платформах 13 августа 2020 года.
Фильм был номинирован на «Золотой глобус» в категориях «Лучшая комедия» и «Лучшая мужская роль» (Сэмберг).

## Сюжет
Палм-Спрингс. 9 ноября. Найлз просыпается в гостях рядом со своей подругой Мисти в день свадьбы её подружки Талы и Эйба.
Во время церемонии бракосочетания Найлз берёт слово и выручает тем самым сестру Талы, Сару, которая была совершенно не готова что-то говорить. Найлз и Сара уходят с церемонии и вместе гуляют по окрестностям. После того как они обнаруживают, что Мисти изменяет Найлзу, даже собираются заняться сексом. В это время неожиданно появившийся мужчина по имени Рой стреляет в Найлза из тяжёлого лука для профессиональной охоты. Раненый Найлз, ползя к пещере, находящейся неподалеку, отчаянно кричит Саре, чтобы та ни в коем случае не следовала за ним.
Тем не менее Сара не слушает его, заходит в пещеру и попадает в какой-то странный вихрь. Следующим утром Сара просыпается и вдруг понимает, что сегодня снова 9 ноября. Она набрасывается на Найлза, который объясняет, что она попала во временную петлю. Он в этой петле уже очень давно и понятия не имеет, как из неё выбраться, хотя перепробовал уже все возможные способы.
Помимо Найлза, в петлю однажды угодил и тот самый Рой, который, нанюхавшись кокаина, полез вслед за ним в ту же самую пещеру. Он очень зол на Найлза и периодически приезжает, надеясь отомстить — хорошо хоть, что не каждый день, поскольку Рой каждое 9 ноября просыпается в Техасе, очень далеко от Палм-Спрингс.
Раз за разом все они снова открывают утром глаза, чтобы прожить всё тот же день. Найлз давно смирился с происходящим и решил «просто жить». Но Сара сдаваться не собирается…

## В ролях
| Актёр               | Роль                            |
| ------------------- | ------------------------------- |
| Энди Сэмберг        | Найлз, «бойфренд Мисти»         |
| Кристин Милиоти     | Сара, сестра невесты            |
| Дж. К. Симмонс      | Рой                             |
| Мередит Хагнер      | Мисти, подружка невесты         |
| Камила Мендес       | Тала, сестра Сары, невеста Эйба |
| Тайлер Хеклин       | Эйб, жених Талы                 |
| Питер Галлахер      | Говард, отец Сары и Талы        |
| Жаклин Обрадорс     | Пиа, мачеха Сары                |
| Джун Скуибб         | Нана Шлиффен, бабушка Эйба      |
| Крис Пэнг           | Тревор, ведущий свадьбы         |
| Тонгай Чириса       | Джерри, друг жениха             |
| Коннер О’Мэлли      | Рэнди, друг жениха              |
| Джена Фридман       | Дейзи, барменша                 |
| Дэйл Дикки          | Дарла                           |
| Мартин Килдар       | Том, бармен                     |
| Брайан Даффи        | Спадс                           |
| Лилли Бёрдселл      | Джейми, жена Роя                |
| Клиффорд В. Джонсон | камео                           |

## Производство
Энди Сиара написал первый вариант сценария к фильму «Зависнуть в Палм-Спрингс», будучи студентом второго курса AFI. На тот момент в сюжете отсутствовали элементы фантастики, кроме того, по словам сценариста, изначально он напоминал скорее «Покидая Лас-Вегас», нежели «День сурка».
Проект был анонсирован в ноябре 2018 года, после того как получил налоговый кредит на производство в Палм-Спрингс (Калифорния). Стало известно, что главную роль в фильме исполнит Энди Сэмберг, а также в картине сыграют Кристин Милиоти и Дж. К. Симмонс. В апреле 2019 года к касту присоединилась Камила Мендес. В этом же месяце начались съёмки.

## Маркетинг
Оригинальный трейлер фильма был опубликован в интернете компанией Hulu 16 июня 2020 года, локализованный — появился в сети 11 августа.

## Релиз
Премьера фильма состоялась на кинофестивале Сандэнс 26 января 2020 года. Вскоре после этого компании Neon и Hulu приобрели права на дистрибуцию ленты за рекордные 17,5 миллиона долларов, побив предыдущий рекорд по самой высокой продаже фильма на кинофестивале Сандэнс на 0,69 доллара. Известно, что сумма финальной сделки с учётом гарантий составила 22 млн $. Фильм вышел в американский прокат, а также стал доступен к просмотру на онлайн-сервисе Hulu 10 июля. В российских онлайн-кинотеатрах он вышел 13 августа 2020 года.

## Критика
Рейтинг фильма на Rotten Tomatoes, основанный на 93 рецензиях со средней оценкой 8.23/10, составляет 95 %. Консенсус критиков сайта гласит: «Сильная актёрская игра, уверенная режиссура и освежающе оригинальная концепция делают „Зависнуть в Палм-Спрингс“ ромкомом, в который легко влюбиться». На Metacritic средняя оценка фильма, основанная на 33 рецензиях кинокритиков, составляет 84 из 100, что указывает на «всеобщее признание».
Дэвид Эрлих из IndieWire дал фильму оценку B+ и похвалил фильм за умную переработку формулы «Дня сурка». Питер Дебрюдж из Variety также положительно оценил фильм и написал: «„Зависнуть в Палм-Спрингс“ относится к фильмам с временной петлёй так же, как „Добро пожаловать в Zомбилэнд“ — к жанру нежити: это дерзкий взгляд на форму, где более ранние итерации были вынуждены принимать себя всерьёз».